# Фернанда Кастиљо
Фернанда Кастиљо (шп. Fernanda Castillo) је мексичка глумица.

## Филмографија

### Теленовеле:
| Година:      | Српски назив:   | Оригинални назив: | Улога:             |
| ------------ | --------------- | ----------------- | ------------------ |
| 2013-        | /               |                   | Моника Роблес      |
| 2012.        | /               |                   | Вивијана           |
| 2010 — 2011. | Тереза          |                   | Луиса де ла Барера |
| 2007.        | Опијени љубављу |                   | Данијела Монталво  |
| 2006.        | Ружна Лети      |                   | Моника             |
| 2004.        | /               |                   | Лусија             |
| 2003.        | /               |                   | Камила             |
| 2002.        | Стазе љубави    |                   | Моника Лојола      |

### Филмови:
| Година: | Српски назив: | Оригинални назив: | Улога: |
| ------- | ------------- | ----------------- | ------ |
| 2007.   | /             |                   | /      |
| 2007.   | /             |                   | Карина |

### ТВ серије:
| Година:      | Српски назив: | Оригинални назив: | Улога:         |
| ------------ | ------------- | ----------------- | -------------- |
| 2010.        | /             | Mujeres аsesinas  | Хоана Паласиос |
| 2002 — 2005. | /             |                   | /              |